# Сан-Хосе Ерсквейкс
Сан-Хосе Ерсквейкс (англ. San Jose Earthquakes) (у перекладі Землетрус Сан-Хосе) — професіональний футбольний клуб з Сан-Хосе (США), що грає у Major League Soccer — вищому футбольному дивізіоні США і Канади. Також виступав під назвою «Сан-Хосе Клеш». Є одним з десяти клубів, що грали в МЛС в першому сезоні після заснування. «Сан-Хосе Ерсквейкс» двічі ставав чемпіоном МЛС і двічі вигравав Supporters' Shield — нагороду для переможця регулярного чемпіонату.
У 2005 році за рішенням керівництва команди гравців та тренерський персонал переїхали до Х'юстона, де було утворену нову команду. За рішенням ліги назва «Ерсквейкс», історія досягнень та виступів залишалася у Сан-Хосе і права на це були передані новій групі власників, які у 2008 році повернули клуб до ліги. Домашнім стадіоном для «Ерсквейкс» є Авайя Стедіум, відкритий у 2015 році.

## Історія

Логотип Сан-Хосе Клеш

### Заснування команди MLS у Сан-Хосе. 1996—2000
Сучасний футбольний клуб MLS у Сан-Хосе було засновано у 1994 році, коли група власників отримала право на утворення команди MLS. Ключовими особами цієї групи були Ден Ван Вооргіс і Пітер Бріджвотер, котрі були пов'язані з попередніми футбольними клубами, що раніше існували у Сан-Хосе, зокрема з «Сан-Хосе Ерсквейкс», що існував у 1974—1988 роках. Бріджвотер став першим президентом і генеральним менеджером команди. Він також володів правами на назву «Ерсквейкс», проте керівництво MLS в перші роки існування ліги не бажало мати зв'язки з попередніми лігами, тому вибір назви для команди з Сан-Хосе (як і для решти новостворених клубів MLS) було доручено компаніям, що спеціалізуються на спортивному брендингу — Nike, Reebok, Adidas, Puma. Саме Nike розробила назву Clash (зіткнення, поєдинок) та логотип для команди.
Першим тренером був призначений Лорі Келловей.
6 квітня 1996 року відбувся перший матч в історії Major League Soccer. У ньому «Сан-Хосе Клеш» переміг «Ді Сі Юнайтед» 1:0 на «Спартан Стедіум» в присутності 31683 глядачів. Перший гол в історії ліги забив Ерік Віналда. В першому ж сезоні команді вдалося вийти до стадії плей-оф Кубка МЛС, де «Клеш» поступився «Лос-Анджелес Гелексі».
В наступні сезони «Сан-Хосе Клеш» грав невдало. Протягом 1997—1998 років клуб посідав останнє місце у Західній конференції, у 1999 році був п'ятим з шести команд. В команді змінилося чотири головних тренери за перші п'ять сезонів. Ключовими гравцями цього періоду у Сан-Хосе були Роналд Серрітос, Едді Льюіс, Маурісіо Райт, Річард Гаф.

### Зміна назви на «Ерквейкс». Чемпіонські титули. 2000—2005.
Перших три сезони команда не мала офіційного інвестора-оператора і мала статус команди, власником якої є сама ліга. Після сезону 1998 року права на управління франшизою отримала Kraft Group Sports — група, котра на той час вже керувала клубом МЛС «Нью-Інгленд Революшн». Починаючи з сезону 2000 року команда виступає під назвою «Сан-Хосе Ерсквейкс», взявши назву команди, котра виступала у 1970–80-х роках і була популярною у регіоні затоки Сан-Франциско. Попри ці зміни у сезоні 2000 року команда зайняла останнє 12-е місце в загальному заліку регулярного сезону МЛС.
10 січня 2001 було оголошено, що новим інвестором-оператором команди стає корпорація «Silicon Valley Sports & Entertainment», відома тим, що керувала командою НХЛ «Сан-Хосе Шаркс». Новим головним тренером став Френк Яллоп. Перед початком сезону 2001 року в «Сан-Хосе Ерсквейкс» з'явилися нові гравці, які відіграли важливу роль в історії команди: Джефф Ейгус (став капітаном команди), Двейн Де Росаріо. 29 березня 2001 року повідомлено, що гравцем «Ерсквейкс» став 19-річний Лендон Донован, котрого його власник — «Байєр 04 Леверкузен», погодився віддати в оренду в МЛС. Команда успішно провела старт регулярного чемпіонату, програвши лише 2 гри у 16 турах. Регулярний чемпіонат «Сан-Хосе» завершив на 2-у місці у Західному дивізіоні (у сезонах 2000–2001 МЛС була поділена на 3 дивізіони замість 2 конференцій. Також регулярний сезон було скорочено через події 11 вересня) і вдруге в своїй історії вийшла до плей-оф. Завдяки результативності Роналда Серрітоса, Двейна Де Росаріо, Лендона Донована команда встановила рекорд клубу по середній результативності — 1,8 м'яча за гру (у попередньому сезоні — 1,09). В другій половині чемпіонату клуб здобув декілька перемог з великим рахунком — над «Ді Сі Юнайтед» 4:0, «Нью-Інгленд Революшн» 5:1, Колорадо Рапідз 5:2. У чвертьфіналі «Сан-Хосе» обіграв «Коламбус Крю» — 6:1 за сумою двох матчів, а у півфіналі «Маямі Ф'южн» (4:0, 0:1, 1:0).
Фінальний матч Кубка МЛС 2001 року проходив у Коламбусі. «Ерсквейкс» обіграв «Лос-Анджелес Гелексі» з рахунком 2:1 у додатковий час за правилом «золотого гола» (голи на рахунку Лендона Донована і Двейна Де Росаріо) і вперше став чемпіоном МЛС.
Наступні два сезони «Сан-Хосе» продовжив вдало виступати. Зайняв 2-е місце у регулярному чемпіонаті 2002 року, при цьому встановивши рекордний показник на домашньому стадіоні (+12=1–1). В плей-оф у тому сезоні вибув вже у чвертьфіналі від «Коламбуса». Також «Ерсквейкс» дебютував у міжнародних клубних змаганнях — у розіграші Кубка чемпіонів КОНКАКАФ обіграв «Депортіво Олімпію» (Гондурас), а у чвертьфіналі поступився клубу Пачука з Мексики. Перед початком сезону 2002 «Сан-Хосе» обміняв Роналда Серрітоса на еквадорського нападника Аріеля Гразіані з «Даллас Берн», який зрештою забив найбільше голів у сезоні 2002 серед гравців «Сан-Хосе» (14). Але по закінченні сезону MLS, котрій належав контракт Гразіані, вирішила продати гравця в інший чемпіонат. Також команду залишив основний воротар Джо Кеннон, який отримав нагороду Воротар року у сезоні 2002, і основний захисник Джиммі Конрад.
Сезон 2003 року команда починала з 9 новими гравцями. На місце воротаря було запрошено досвідченого Пета Онстада — основного голкіпера збірної Канади. До старту регулярного чемпіонату у березні 2003 року «Сан-Хосе Ерсквейкс» зіграв у першому раунді Кубка чемпіонів КОНКАКАФ і поступився «Депортіво Мунісіпаль» (Гватемала). Регулярний сезон розпочався з безпрограшної серії з 7 матчів (з них 5 перемог). Зрештою Сан-Хосе впевнено переміг у Західній конференції з відривом у 9 очок від 2-го місця. У півфіналі конференції суперником був «Лос-Анджелес Гелексі». У Лос-Анджелесі переміг «Гелексі» 2:0, а у матчі-відповіді вже на 13-й хвилині «Сан-Хосе» поступався 0:2, тобто 0:4 за сумою двох матчів, але зміг перемогти 4:2 у основний час і забити вирішальний гол у додатковий час. На офіційному сайті МЛС цей матч названо найкращим в історії плей-оф Кубка МЛС. Фінал конференції проходив у форматі одного матчу — на Спартан Стедіум «Сан-Хосе» переміг «Канзас-Сіті Візердз» — 3:2, знову у додатковий час і поступаючись двічі по ходу гри. У фіналі Кубка МЛС на «Хоум Депо Центр» 23 листопада «Сан-Хосе Ерсквейкс» переміг «Чикаго Файр» — 4:2 і вдруге став чемпіоном МЛС. За підсумками сезону Пет Онстад отримав нагороду Воротар року. Лендон Донован забив 12 голів у регулярному чемпіонаті і 4 у плей-оф.
Починаючи з 1 січня 2003 року компанія AEG стала єдиним власником «Сан-Хосе Ерсквейкс», оскільки «Silicon Valley Sports & Entertainment» відмовилася від своїх прав на управління. AEG шукала нагод продати франшизу у Сан-Хосе, оскільки попри ігрові успіхи команди, вона мала дуже низьку відвідуваність матчів. Наприклад, у чемпіонському сезоні 2001 року середня відвідуваність склала 9635 глядачів і була найнижчою серед усіх команд МЛС.
Перед початком сезону 2004 року відбулися зміни у керівництві команди. Френк Яллоп, який привів команду до двох чемпіонських титулів, прийняв пропозицію стати головним тренером національної збірної Канади. Головним тренером «Сан-Хосе Ерсквейкс» став помічник Яллопа Домінік Кіннір, а Алексі Лалас став президентом і генеральним менеджером замість Джонні Мура, котрий подав у відставку, коли стало відомо, що AEG і MLS ведуть переговори про продаж команди мексиканському клубу «Америка».
В той же час, чемпіонський склад вдалося зберегти майже повністю — єдиним основним гравцем, хто залишив команду, був Менні Лагос. Регулярний чемпіонат 2004 «Ерсквейкс» провів на середньому рівні, але в останніх 7 турах не зміг здобути здобути жодної перемоги. В Західній конференції команда стала 4-ю, але оскільки у тому сезоні в МЛС грало лише 10 команд, це місце дозволило вийти у плей-оф. У півфіналі конференції «Сан-Хосе» поступився «Канзас-Сіті Візердз». В січні 2005 року команду залишив Донован, оскільки його контракт належав і далі «Байєру». Вже в березні Донован повернувся з Німеччини до МЛС, але Сан-Хосе вже не мав прав заявити його і цією нагодою скористався «Лос-Анджелес Гелексі». У міжсезоння «Сан-Хосе» втратив ще декілька основних гравців, а новий сезон розпочав з 18 новими гравцями у складі.
Тим не менш, регулярний сезон 2005 року став найбільш успішним в історії клубу з Сан-Хосе і завершився здобуттям першого Supporters' Shield. В другій половині регулярного чемпіонату «Ерсквейкс» не програвав протягом трьох місяців від 20 липня і до завершення чемпіонату. Загалом за цей період було здобуто 11 перемог у 14 матчах. Команда зазнала протягом сезону лише 4 поразок (рекорд МЛС), вперше в історії МЛС не програла жодного матчу вдома і стала лише другою командою в історії МЛС, котра набрала у регулярному чемпіонаті понад 60 очок. Ключовими гравцями в сезоні були Двейн Де Росаріо (9 голів + 13 передач), Роналд Серрітос (6+9), Алехандро Морено (8+4), Вейд Барретт, Денні Каліфф, Пет Онстад (знову отримав нагороду «Воротар року»). У півфіналі Західної конференції «Сан-Хосе» довелося грати з «Лос-Анджелес Гелексі». «Сан-Хосе» поступився (1:3, 1:1), отримавши два голи від свого колишнього гравця Лендона Донована у першому матчі на полі «Гелексі».

### Відновлення Сан-Хосе Ерсквейкс. 2008–досі
По закінченні сезону власник команди група AEG підтвердила свої наміри перевезти франшизу в інше місто. У 2005 році AEG була власником 5 команд у МЛС. Ліга мала намір поступово відмовитися від практики, щоб один власник мав декілька клубів. У липні AEG продав франшизу «Ді Сі Юнайтед» і хотів продати й «Ерсквейкс», оскільки, за повідомленнями, з 2002 року клуб мав збиток у 20 мільйонів доларів. Компанія була незадоволена низькою відвідуваністю на стадіоні «Спартан», що розташований на території університету Сан-Хосе. Оскільки продаж команди не вдалося здійснити, 15 грудня 2005 року було оголошено, що МЛС дала дозвіл компанії AEG перевезти команду до Х'юстона. Гравці і тренерський склад переїхали до Х'юстона, де було утворено нову команду. Водночас, МЛС ухвалила рішення, що назва «Ерсквейкс», символіка та історія виступів команди залишаються у місті Сан-Хосе. Спільно з владою міста ліга підписала лист про наміри, за яким зобов'язувалася надати місту команду розширення не пізніше 2007 року за умови, якщо в місті знайдеться місцевий інвестор і буде представлено фінансовий план будівництва нового стадіону.
24 травня 2006 року повідомлено про те, що головний власник бейсбольної команди «Окленд Атлетикс» Лью Волфф отримав від МЛС ексклюзивні права на придбання нової команди за умови успішного будівництва футбольного стадіону у регіоні затоки Сан-Франциско. В липні 2007 року Воллф реалізував це право і отримав від МЛС права на Сан-Хосе Ерсквейкс, як команду розширення. Протягом осені 2007 року відбувалися призначення персоналу нової команди. Френка Яллопа, котрий двічі здобував з «Ерсквейкс» Кубок МЛС. призначено головним тренером. Генеральним менеджером став Джон Дойл — один з ключових гравців «Сан-Хосе» у 1990-х. Було також повідомлено, що протягом сезонів 2008—2010 команда проводитиме домашні матчі у Санта-Кларі на Бак Шо Стедіум.
Протягом перших двох сезонів після повернення до MLS «Сан-Хосе» не досяг успіхів, займаючи останнє місце в Західній конференції. У жовтні 2008 року клуб уклав угоду про партнерство з англійським клубом Тоттенхем Хотспур.
Перший вихід до плей-оф після перерви стався у 2010 році. За регламентом того сезону Ерсквейкс у плей-оф грали в Східній конференції — у півфіналі конференції пройшли «Нью-Йорк Ред Буллз», а у фіналі програли «Колорадо Рапідз». Покращення результатів у значній мірі пов'язане з приходом до команди Кріса Вондоловскі, котрий став найрезультативнішим гравцем регулярного чемпіонату 2010 року.

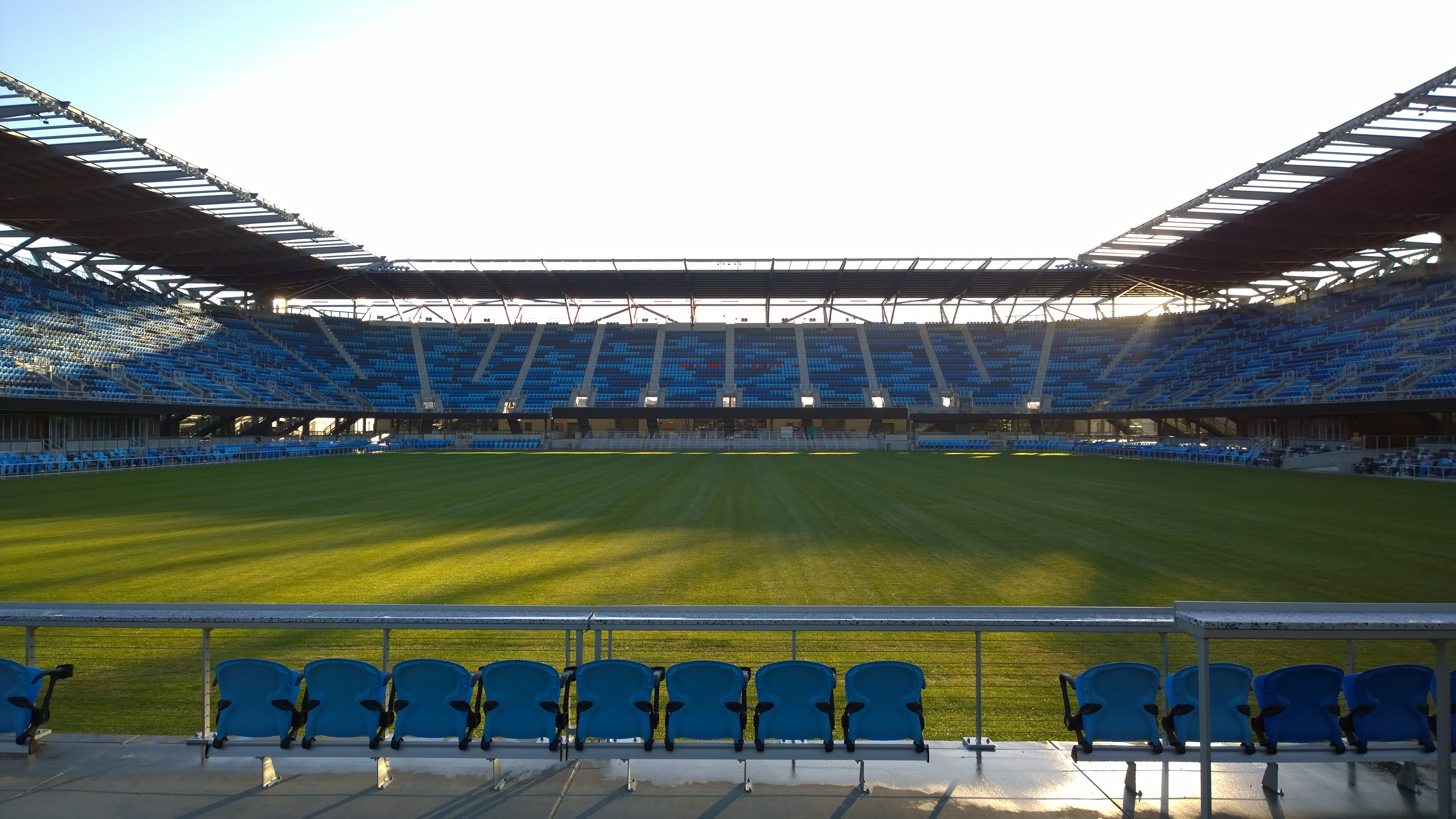
Авайя Стедіум — новий стадіон

Наступним успішним сезоном для «Ерсквейкс» став 2012. Регулярний чемпіонат клуб розпочав з 7 перемог у стартових 9 турах. В заключній частині мав ще одну серію з 9 матчів без поразок. У підсумку «Сан-Хосе» здобув свій другий Supporters' Shield. Найкращі показники результативності мали: Кріс Вондоловскі — 27 голів (вдруге виграв «Золотий бутс» МЛС і 4 рази визнаний гравцем місяця), Алан Гордон (13 голів + 8 передач), Саймон Доукінз (орендований за програмою партнерства з «Тоттенхема», 8 голів), Стівен Ленхарт. Віктор Бернардес був другим у рейтингу на нагороду кращому захиснику сезону. Але на стадії плей-оф команда вибула вже у першому раунді, поступившись «Ел-Ей Гелексі».
В середині сезону 2013 року через погані результати відбулася зміна головного тренера. Замість Френка Яллопа був призначений Марк Вотсон. Під його керівництвом в заключних 19 турах команда здобула 11 перемог і закінчила сезон з 51 очком. За додатковими показниками такий результат став 10-м у загальному заліку МЛС (51 очко мали ще 3 команди, крім «Сан-Хосе», які посіли 7–9 місця).
Протягом наступних трьох сезонів «Сан-Хосе Ерсквейкс» виступав невдало. Найвищий результат за цей період — 13-е місце у 2015 році. Декілька разів змінювався тренер. З 2015 року головним тренером є Домінік Кіннір, з котрим клуб виграв Supporters' Shield 2005 року.
Також у 2015 році відкрито новий домашній стадіон — «Авайя Стедіум».

## Досягнення
- Кубок МЛС
  - Переможець (2): 2001, 2003
- Supporters' Shield (Переможець регулярного чемпіонату МЛС): 2005, 2012
- Переможець регулярного чемпіонату Західної конференції (3): 2003, 2005, 2012
- Участь у плей-оф Кубка МЛС: 8 разів
- Відкритий Кубок США: Півфінал 2004 року
- Кубок/Ліга чемпіонів КОНКАКАФ: Чотири рази брав участь, найвищий результат — чвертьфінал

- Інші трофеї
  - California Clásico (6): 1997, 2001, 2005, 2010, 2012, 2015
  - Heritage Cup (4): 2009, 2012, 2014, 2015
  - Carolina Challenge Cup (2): 2012, 2013
  - Rose City Invitational (2): 2012, 2013
  - Нагорода МЛС за чесну гру (2): 2001, 2010

### Результати за роками
| Рік  | Місце (рег. сезон, конф–загал.) | Результат у регулярному сезоні | Результат у регулярному сезоні | Результат у регулярному сезоні | Результат у регулярному сезоні | Результат у регулярному сезоні | Результат у регулярному сезоні | Результат у регулярному сезоні | Результат у плей-оф (останній суперник)     | Відкритий Кубок США | Кубок/Ліга чемпіонів КОНКАКАФ |
| Рік  | Місце (рег. сезон, конф–загал.) | І                              | В                              | Н                              | П                              | МЗ                             | МП                             | О                              | Результат у плей-оф (останній суперник)     | Відкритий Кубок США | Кубок/Ліга чемпіонів КОНКАКАФ |
| 1996 | К:4 – 6                         | 32                             | 12                             | 3*                             | 17                             | 50                             | 50                             | 39                             | Півфінал конференції (Лос-Анджелес Гелексі) | Не брав участь      |                               |
| 1997 | К:5 – 10                        | 32                             | 9                              | 3*                             | 20                             | 55                             | 59                             | 30                             | Не кваліфікувався                           | Чвертьфінал         |                               |
| 1998 | К:5 – 9                         | 32                             | 13                             | 0                              | 19                             | 48                             | 60                             | 33                             | Не кваліфікувався                           | Чвертьфінал         |                               |
| 1999 | К:5 – 7                         | 32                             | 19                             | 0                              | 13                             | 48                             | 49                             | 37                             | Не кваліфікувався                           | Не брав участь      |                               |
| 2000 | Д:4 – 12                        | 32                             | 7                              | 8                              | 17                             | 35                             | 50                             | 29                             | Не кваліфікувався                           | Чвертьфінал         |                               |
| 2001 | Д:2 – 4                         | 26                             | 13                             | 6                              | 7                              | 47                             | 29                             | 45                             | Кубок MLS (Лос-Анджелес Гелексі)            | Чвертьфінал         |                               |
| 2002 | К:2 – 2                         | 28                             | 14                             | 3                              | 11                             | 45                             | 35                             | 45                             | Півфінал конференції (Коламбус Крю)         | Чвертьфінал         | Чвертьфінал                   |
| 2003 | К:1 – 2                         | 30                             | 14                             | 9                              | 7                              | 45                             | 35                             | 51                             | Кубок MLS (Чикаго Файр)                     | 1/8                 | 1-й раунд                     |
| 2004 | К:4 – 7                         | 30                             | 9                              | 11                             | 10                             | 41                             | 35                             | 38                             | Півфінал конференції (Канзас-Сіті Візердз)  | Півфінал            | Чвертьфінал                   |
| 2005 | К:1 – 1                         | 32                             | 18                             | 10                             | 4                              | 53                             | 31                             | 64                             | Півфінал конференції (Лос-Анджелес Гелексі) | Чвертьфінал         |                               |
| 2006 | Не існував                      | Не існував                     | Не існував                     | Не існував                     | Не існував                     | Не існував                     | Не існував                     | Не існував                     | Не існував                                  | Не існував          | Не існував                    |
| 2007 | Не існував                      | Не існував                     | Не існував                     | Не існував                     | Не існував                     | Не існував                     | Не існував                     | Не існував                     | Не існував                                  | Не існував          | Не існував                    |
| 2008 | К:7 – 14                        | 30                             | 8                              | 9                              | 13                             | 32                             | 38                             | 33                             | Не кваліфікувався                           | Не кваліфікувався   |                               |
| 2009 | К:7 – 14                        | 30                             | 7                              | 9                              | 14                             | 36                             | 50                             | 30                             | Не кваліфікувався                           | Не кваліфікувався   |                               |
| 2010 | К:6 – 8                         | 30                             | 13                             | 7                              | 10                             | 34                             | 33                             | 46                             | Фінал конференції (Колорадо Рапідз)         | Не кваліфікувався   |                               |
| 2011 | К:7 – 14                        | 34                             | 8                              | 14                             | 12                             | 40                             | 45                             | 38                             | Не кваліфікувався                           | Не кваліфікувався   |                               |
| 2012 | К:1 – 1                         | 34                             | 19                             | 9                              | 6                              | 72                             | 43                             | 66                             | Півфінал конференції (Лос-Анджелес Гелексі) | Чвертьфінал         |                               |
| 2013 | К:6 – 10                        | 34                             | 14                             | 9                              | 11                             | 35                             | 42                             | 51                             | Не кваліфікувався                           | 3-й раунд           | Чвертьфінал                   |
| 2014 | К:9 – 18                        | 34                             | 6                              | 12                             | 16                             | 35                             | 50                             | 30                             | Не кваліфікувався                           | 1/8                 |                               |
| 2015 | К:7 – 13                        | 34                             | 13                             | 8                              | 13                             | 41                             | 39                             | 47                             | Не кваліфікувався                           | 1/8                 |                               |
| 2016 | К:9 – 17                        | 34                             | 8                              | 14                             | 12                             | 32                             | 40                             | 38                             | Не кваліфікувався                           | 4-й раунд           |                               |

## Індивідуальна статистика гравців
| 1  | Раміро Корралес  | 1996–1997, 2001—2004, 2008—2013 | 250 |
| 2  | Кріс Вондоловскі | 2005, 2009–досі                 | 235 |
| 3  | Шей Салінас      | 2008–2009, 2012–досі            | 198 |
| 4  | Джо Кеннон       | 1999–2002, 2008—2010            | 171 |
| 5  | Джейсон Ернандес | 2008–2014                       | 165 |
| 6  | Річард Малруні   | 1999–2004                       | 163 |
| 7  | Джон Буш         | 2010–2014                       | 150 |
| 8  | Роналд Серрітос  | 1997–2001, 2005                 | 148 |
| 9  | Віктор Бернардес | 2012-досі                       | 147 |
| 10 | Вейд Барретт     | 1998–2002, 2005                 | 142 |

| 1  | Кріс Вондоловскі | 2005, 2009–досі      | 121 |
| 2  | Роналд Серрітос  | 1997–2001, 2005      | 61  |
| 3  | Лендон Донован   | 2001–2004            | 32  |
| 4  | Двейн Де Росаріо | 2001–2005            | 27  |
| 5  | Браян Чінг       | 2003–2005            | 25  |
| 6  | Ерік Віналда     | 1996–1998            | 21  |
| 7  | Джефф Бейчер     | 1996–1999            | 20  |
| 7  | Стівен Ленхарт   | 2011–2016            | 20  |
| 9  | Саймон Доукінз   | 2011–2012, 2016–досі | 19  |
| 10 | Алан Гордон      | 2011–2014            | 18  |

### Гравці, котрі вигравали щорічні нагороди в МЛС
- Джон Дойл — Захисник року 1996
- Пітер Вермес — Захисник року 2000
- Джефф Ейгус — Захисник року 2001
- Трой Даяк — Повернення року 2001
- Джо Кеннон — Воротар року 2002
- Пет Онстад — Воротар року 2003, 2005
- Браян Чінг — Повернення року 2004
- Даррен Хакербі — Профі-новачок року 2008
- Кріс Вондоловскі — Золотий бутс 2010, 2012, MVP сезону 2012

## Головні тренери
| Тренер                 | Період                           |
| ---------------------- | -------------------------------- |
| Лорі Келловей          | 7 грудня 1995– 25 червня 1997    |
| Браян Квінн            | 25 червня 1997–16 вересня 1999   |
| Хорхе Еспіноса (тимч.) | з 16 вересня 1999–               |
| Лотар Осіандер         | вересень 1999–12 січня 2001      |
| Френк Яллоп            | 2 лютого 2001 — 12 грудня 2003   |
| Домінік Кіннір         | 6 січня 2004 — 15 грудня 2005    |
| Френк Яллоп            | 9 листопада 2007 — 7 червня 2013 |
| Марк Вотсон            | червень 2013 — 15 жовтня 2014    |
| Ієн Расселл (тимч.)    | 15–26 жовтня 2014                |
| Домінік Кіннір         | жовтень 2015                     |

## Управління і фінансовий стан
Власником команди є Лью Воллф – бізнесмен у сфері комерційної та готельної нерухомості на каліфорнійському узбережжі. Президентом з жовтня 2010 року є Дейв Кавал.
За даними сайту Forbes франшиза «Сан-Хосе Ерсквейкс» є 10-ю за вартістю франшизою у МЛС – 265 мільйонів доларів, а також, за оцінками видання, мала дохід 31 мільйон доларів у 2015 році.
Сума зарплат гравців основного складу у 2017 році складає 5,7 мільйона доларів. Найвищу зарплату у клубі отримують Кріс Вондоловскі і Саймон Доукінз (0,8 млн).

## Розвиток молодих гравців
В клубі існує академія для вікових категорій до 14, 16 і 18 років серед хлопців і дівчат.
В червні 2016 року Сан-Хосе Ерсквейкс уклав угоду про афілійоване партнерство з клубом USL «Ріно 1868».